# Битва под Бараком
Битва под Бара́ком (пол. Bitwa pod Barakiem) — битва польской кампании вермахта, произошедшая 8 сентября 1939 года возле домика лесника, расположенного на дороге Скаржиско-Шидловец.

## Предыстория
8 сентября около 12:00 части 2 лёгкой механизированной дивизии вермахта, наступая со стороны Скаржиско в направлении Шидловца, натолкнулись на штаб полковника Болеслава Островского вместе с эскадроном дивизионной кавалерии в домике лесника в Бурском лесу между городами Барак и Скаржиско-Ксёнженце. Штабная польская рота попыталась выйти на контакт, но была разбита. В бой вступил кавалерийский отряд капитана Бронислава Рички. Немецкое крыло рухнуло, и колонна противника была остановлена. Однако это длилось недолго. Противник снова атаковал, в результате чего отряд Рички был вытеснен с позиции и разгромлен. Положение усугублялось отсутствием резервных сил. Войска под предводительством Наконечникова и Казанува были еще далеко, и опасность возрастала. В этой ситуации полковник Островский, получив информацию об оккупации немцами плохо защищенных Радома и Опочно, отправился с остатками своих сил в район Илжи, чтобы присоединиться к оперативной группе. Полковник вёл оборону вплоть до 14:00.

## Ход битвы
В связи с отрезанием штаба от основных сил 36-й пехотной дивизии командование принял командир 163-го стрелкового полка подполковник Пмешыслав Наконечников-Клюковский. Он решил с помощью дивизии прорвать немецкие позиции.
Около Скаржиско-Ксенженце майор Андрыховский заметил приближающуюся колонну немецких танков. После этого он приказал 2-му подпоручику Галицкому, командиру взвода противотанковых орудий, чтобы хорошо замаскированные орудия начинали стрелять только при приближении противника. Двигавшиеся по долине танки атаковали 36-миллиметровые противотанковые орудия. Несмотря на то, что первый танк горел, остальные продвигались прямо к пушкам Галицкого. Затем капитан Пруский выпустил трёхорудийную батарею. В ответ на эти действия немцы послали в бой пехоту. Польская радиостанция сообщила об этом командиру полка Наконечникову. Все немецкие танки были уничтожены, а капитан Пруский уничтожил немецкие бронемашины. По сообщению Юзефа Слабого — солдат Тадеуш Боба из Островца уничтожил 5 или 6 немецких танков.
Тем временем противник призвал на помощь авиацию. Вскоре над позициями польской армии появился разведывательный самолет «Хейнкель». Вскоре после этого начала действовать и немецкая тяжёлая артиллерия, и батарея Галицкого была разгромлена. В конце дня, примерно в 22:30, командующий польскими войсками подполковник Наконечников бросил все свои силы на пересечение дороги и поддержку 163-го стрелкового батальона 6-й роты 165-го стрелкового полка, который уцелел в бою. Подполковник Громадский первым преодолел препятствие. С наступлением сумерек немцы отвели свои войска из села Барак, а польские войска без боя двинулись на восточную сторону. Лишь время от времени их обстреливала немецкая артиллерия. Польская колонна вышла в район Тренбовец-Дузы западнее Илжи.

## Последствия
В связи с исчерпанием боеприпасов и разрушенными переправами на Висле 10 сентября было принято решение о расформировании 163-го и 165-го пехотных полков. 10 сентября дивизионный кавалерийский эскадрон 36-й пехотной дивизии был включён в 4-й Занеменский уланский полк. В этот момент 36-я стрелковая дивизия прекратила свое существование.